# Talipao
Talipao est une municipalité de la province de Sulu, aux Philippines.
Sa population est de 80 255 habitants au recensement de 2015 sur une superficie de 380,57 km2, subdivisée en 52 barangays.

## Démographie
| Année | Habitants | Évolution |
| ----- | --------- | --------- |
| 1918  | 5 871     | -         |
| 1939  | 11 064    | +3,06%    |
| 1948  | 8 650     | −2,70%    |
| 1960  | 18 553    | +6,56%    |
| 1970  | 32 111    | +5,63%    |
| 1975  | 15 612    | −13,47%   |
| 1980  | 25 853    | +10,61%   |
| 1990  | 66 261    | +9,87%    |
| 1995  | 66 568    | +0,09%    |
| 2000  | 73 015    | +2,00%    |
| 2007  | 85 920    | +2,27%    |
| 2010  | 75 173    | −4,75%    |
| 2015  | 80 255    | +1,25%    |